# Per Lindfors
Per Hugo Edmund Lindfors, född 1 augusti 1908 i Johannes församling, Stockholm, död 13 juli 1970 i Råsunda församling, Solna,  var en svensk musikvetare och radioman.
Lindfors studerade komposition vid Kungliga Musikkonservatoriet 1931–1933 och anställdes vid Radiotjänsts musikavdelning 1933. Han blev fil. lic. i musikhistoria 1938. Han var intendent vid radion 1939–1951 och musikchef 1952–1954. Han invaldes den 17 januari 1952 som ledamot 663 av Kungliga Musikaliska Akademien.